# 우평숙
우평숙(禹平淑, 생몰년 미상)은 조선 숙종 때의 가객이다. 자는 이형(而衡), 본관은 단양이다.

## 생애
어렸을 때부터 외모는 차치하고라도 특히나 음치였다고 한다. 그러나 어느 날 사모하던 기생 초옥으로부터 자극을 받고 나서야 명창의 험난한 길을 시작했다. 화담 서경덕, 황진이와 함께 송도삼절로 꼽히는 박연폭포로 가서 매일 소리를 질러댔다. 몇 달 후 된청과 낮은청을 자유로이 낼 수 있게 되더니, 어느 날 성대의 나쁜 핏덩이를 토해 내어 그때부터 명창이 되었다고 한다. 그것도 폭포수를 충분히 뚫을 수 있을 정도였다고 한다.
평양에서 기생들과 함께했다는 이유로 평안도 관아에서 감금되어 처형될 날을 기다릴 때, 옥중에서 ‘하우씨 강 건널 적…’으로 시작되는 중국 우(禹) 임금의 노래를 창조로 불러 풀려났다고 한다. 그 후 장악원에서 노래를 가르치며 여생을 마쳤다고 한다.

## 전기 자료
- 김택영, 《소호당문집정본》 권9, 〈개성잡사전〉, 〔가자전〕, 우평숙

## 같이 보기
- 서경덕
- 황진이